# 塞梅納維巴赫里國家公園
15°40′N 38°53′E / 15.667°N 38.883°E
塞梅納維巴赫里國家公園是厄立特里亞的國家公園，位於該國中部北紅海區，有麂羚、山羚、疣豬、豹等野生動物棲息。